# Clowesia
Clowesia là một chi lan biểu sinh gồm khoảng 7 loài. Các loài này phân bố ở châu Mỹ nhiệt đới.

## Hình ảnh

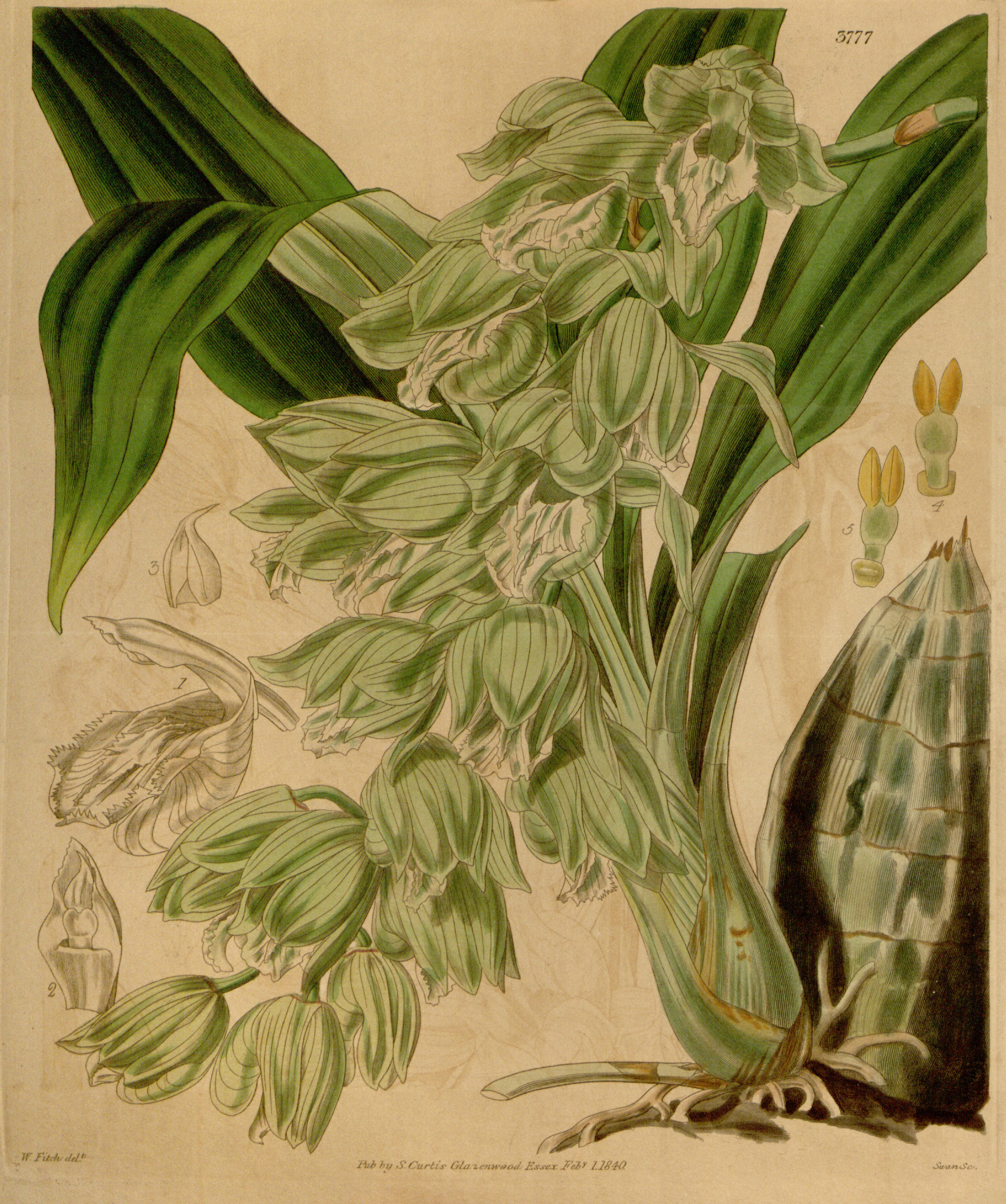
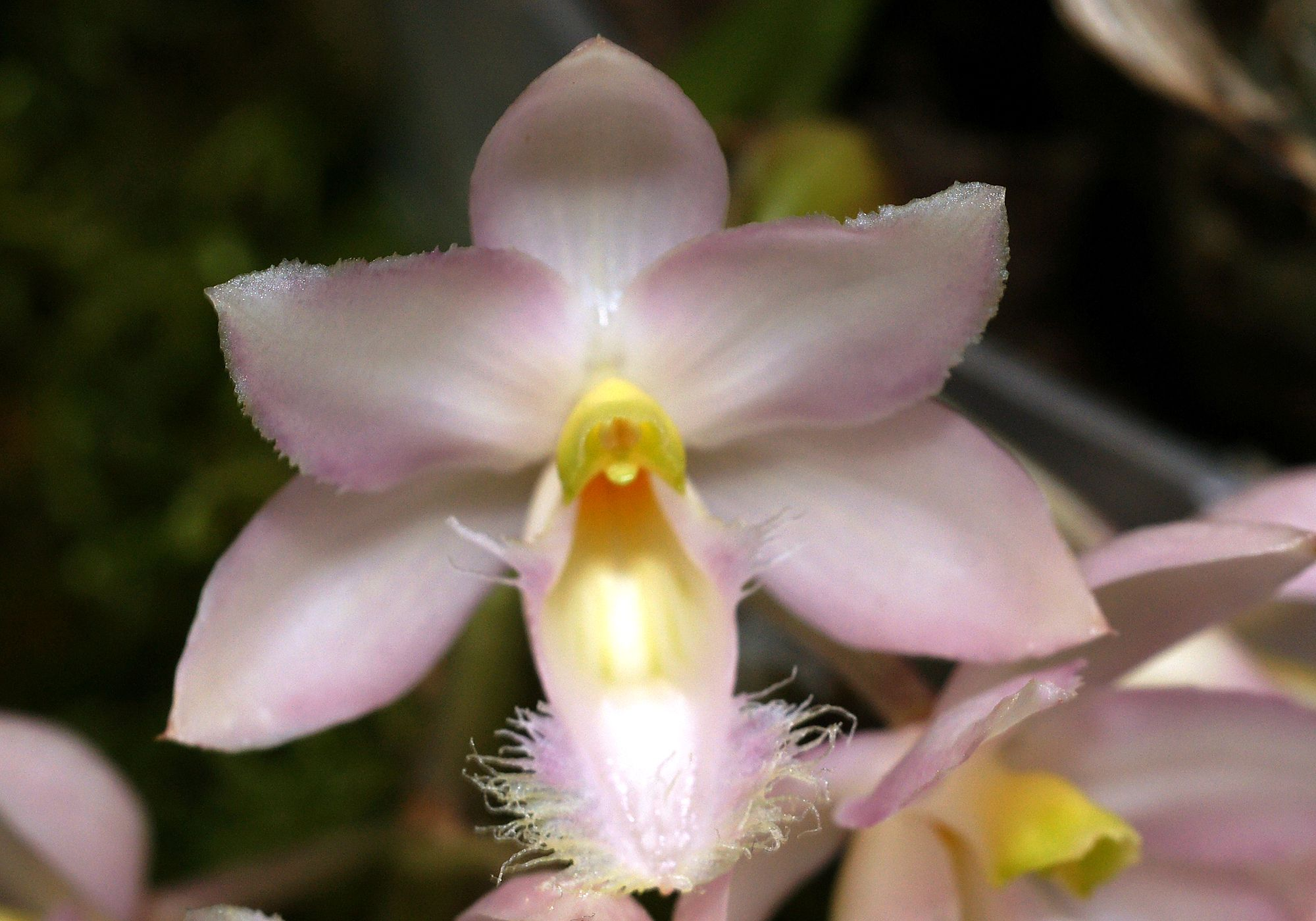

## Các loài
- Clowesia amazonica
- Clowesia dodsoniana
- Clowesia glaucoglossa
- Clowesia rosea
- Clowesia russelliana
- Clowesia thylaciochila
- Clowesia warczewiczii